# Ak-Sug
Der Ak-Sug (russisch Ак-Суг, im Oberlauf: Ak-Chem (Ак-хем)) ist ein linker Nebenfluss des Chemtschik im Nordosten der russischen Republik Tuwa in Südsibirien.
Der Ak-Sug entspringt am Südhang des Posarymtaigasy-Gebirgszugs im Westsajan. Er fließt anfangs als Ak-Chem in östlicher Richtung. Nach der Einmündung des Kara-Sug von links heißt der Fluss Ak-Sug und wendet sich nach Südosten. Ein weiterer größerer linker Nebenfluss ist der Mungasch-Ak. Im Unterlauf durchschneidet der Ak-Sug das Alasch-Plateau in östlicher Richtung, bevor er sich bei Sug-Aksy in mehrere Flussarme aufspaltet, die in den Chemtschik münden. Der Ak-Sug hat eine Länge von 160 km. Er entwässert ein Areal von 3170 km². Der mittlere Abfluss am Pegel Bora-Taiga 34 km oberhalb der Mündung beträgt 13,18 m³/s.